# Sloatsburg

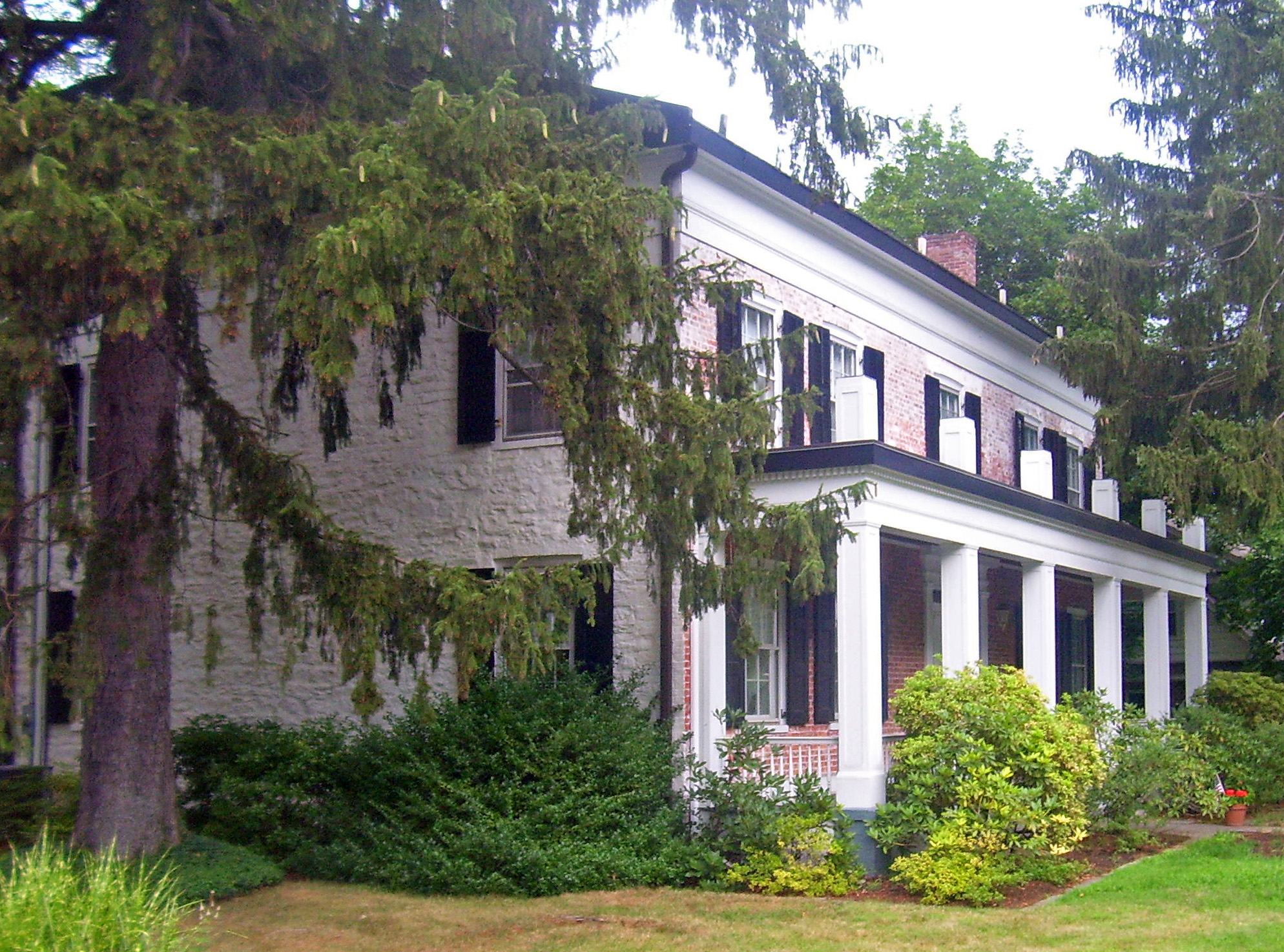
Casa Sloat

Sloatsburg es una villa ubicada en el condado de Rockland en el estado estadounidense de Nueva York. En el año 2000 tenía una población de 3,117 habitantes y una densidad poblacional de 448.7 personas por km². Sloatsburg se encuentra ubicada dentro del pueblo de Ramapo.

## Geografía
Sloatsburg se encuentra ubicada en las coordenadas 41°9′43″N 74°11′16″O / 41.16194, -74.18778. Según la Oficina del Censo, la ciudad tiene un área total de 7 km² (2,7 mi²), de la cual 6,9 km² (2,7 mi²) es tierra y 0,1 km² (0 mi²) (1.11%) es agua.

## Demografía
Según la Oficina del Censo en 2000 los ingresos medios por hogar en la localidad eran de $70,721, y los ingresos medios por familia eran $78,529. Los hombres tenían unos ingresos medios de $51,549 frente a los $39,464 para las mujeres. La renta per cápita para la localidad era de $27,180. Alrededor del 3.0% de la población estaban por debajo del umbral de pobreza.